# Qilersiut
Qilersiut [qilɜsːiut] (nach alter Rechtschreibung K'ilersiut) ist eine wüst gefallene grönländische Siedlung im Distrikt Ilulissat in der Avannaata Kommunia.

## Lage
Qilersiut liegt am Südufer der Mündung des Fjords Paakitsoq. Die nächstgelegenen bewohnten Orte sind Oqaatsut 14 km südlich und Ilulissat 28 km südlich.

## Geschichte
Über Qilersiut ist nur wenig bekannt. Der Wohnplatz wurde vermutlich um 1900 besiedelt. Die Bewohner in Ataa machten die Besiedelung von Qilersiut für ihre wirtschaftlichen Probleme schuldig, obwohl beide Orte Dutzende Kilometer auseinander liegen. Kurz nach 1915 wurde Qilersiut bereits wieder aufgegeben und viele der Bewohner zogen nach Arsivik.